# Ray Lamontagne
Raymond Charles „Ray” LaMontagne (ur. 18 lipca 1973 w Nashua w stanie New Hampshire) – amerykański artysta folkowy, żyjący na farmie w Maine wraz z żoną i dwoma synami. Po kontakcie z piosenkami Stephena Stillsa, LaMontagne postanowił porzucić pracę w fabryce butów i rozpocząć karierę muzyczną. Od tego czasu wydał trzy albumy: Trouble, Till the Sun Turns Black oraz Gossip in the Grain. W Wielkiej Brytanii album Trouble zajmował 5. miejsce, a tytułowy utwór był 25. na topliście. „Till the Sun Turns Black” zajmowało 40. miejsce na listach przebojów w Stanach Zjednoczonych. Ray sam pisze swoje utwory.

## Nagrody
Ray został nominowany do wielu nagród, jednak nie wszystkie nagrody otrzymał.
Nominowany:
Boston Music Awards – ośmiokrotnie, Brit Awards – jedna nominacja, Esky Music Awards – jedna nominacja, MOJO Awards – jedna nominacja, New Pantheon Music Award – jedna nominacja, Nagrody Pollstar – jedna nominacja,
XM Nation Awards – jedna nominacja.
Zwycięstwa:
1. Boston Music Awards – 3
2. Brit Awards – 1
3. Esky Music Awards – 1
4. MOJO Awards – 0
5. New Pantheon Music Award – 0
6. Nagrody Pollstar – 0
7. XM Nation Awards – 1

## Dyskografia
- Trouble (14 września 2004)
- Till the Sun Turns Black (29 sierpnia 2006)
- Gossip in the Grain (14 października 2008)
- God Willin’ & the Creek Don’t Rise (17 sierpnia 2010)